# Carles Aleñá
Carles Aleñá Castillo (ur. 5 stycznia 1998 r. w Mataró) – hiszpański piłkarz występujący na pozycji pomocnika w hiszpańskim klubie Getafe CF. 
Wychowanek FC Barcelony. Były młodzieżowy reprezentant Hiszpanii.

## Kariera klubowa
Carles Aleñá trafił do La Masii w 2005 roku w wieku 7 lat. Wysoko oceniany przez klub Aleñá zadebiutował dla Barcelony B 29 sierpnia 2015 roku, wchodząc z ławki i zastępując Dawida Babunskiego w meczu z CF Pobla de Mafumet.
24 listopada 2015 Aleñá strzelił spektakularnego gola w meczu Młodzieżowej Ligi Mistrzów przeciwko Romie. Pierwszą seniorską bramkę, Carles zdobył 19 grudnia tego samego roku, w przegranym 2–4 meczu przeciwko CD Eldense.
Aleñá pierwszy raz został powołany do pierwszej drużyny Barcelony 10 lutego 2016 roku na mecz z Valencią w rewanżowym meczu Pucharu Króla, jednak cały mecz przesiedział na ławce rezerwowych. W pierwszym zespole Barcelony zadebiutował 30 listopada tego samego roku, startując w pierwszej jedenastce przeciwko Hérculesowi i strzelając bramkę w tym meczu.
W Primera División zadebiutował 2 kwietnia 2017 roku zmieniając w 45 minucie Ivana Rakiticia w meczu z Granadą. 28 czerwca 2017 roku podpisał 3-letni profesjonalny kontrakt z Barceloną z klauzulą wynoszącą 75 milionów euro.
28 grudnia 2019 roku został wypożyczony na 6 miesięcy do Realu Betis.

## Statystyki kariery
Stan na 6 lipca 2021
| Klub               | Sezon              | Liga  | Liga   | Puchar Króla | Puchar Króla | Liga Mistrzów | Liga Mistrzów | Inne  | Inne   | Suma  | Suma   |
| Klub               | Sezon              | Mecze | Bramki | Mecze        | Bramki       | Mecze         | Bramki        | Mecze | Bramki | Mecze | Bramki |
| ------------------ | ------------------ | ----- | ------ | ------------ | ------------ | ------------- | ------------- | ----- | ------ | ----- | ------ |
| FC Barcelona B     | 2015/16            | 14    | 1      | -            | -            | -             | -             | -     | -      | 14    | 1      |
| FC Barcelona B     | 2016/17            | 23    | 3      | -            | -            | -             | -             | 6     | 0      | 29    | 3      |
| FC Barcelona B     | 2017/18            | 38    | 11     | -            | -            | -             | -             | -     | -      | 38    | 11     |
| FC Barcelona B     | 2018/19            | 8     | 3      | -            | -            | -             | -             | -     | -      | 8     | 3      |
| FC Barcelona B     | Ogólnie            | 83    | 18     | –            | –            | –             | –             | 6     | 0      | 89    | 18     |
| FC Barcelona       | 2016/17            | 3     | 0      | 1            | 1            | 0             | 0             | 0     | 0      | 4     | 1      |
| FC Barcelona       | 2017/18            | 0     | 0      | 3            | 0            | 0             | 0             | 0     | 0      | 3     | 0      |
| FC Barcelona       | 2018/19            | 17    | 2      | 7            | 0            | 3             | 0             | 0     | 0      | 27    | 2      |
| FC Barcelona       | 2019/20            | 4     | 0      | 0            | 0            | 1             | 0             | 0     | 0      | 5     | 0      |
| FC Barcelona       | 2020/21            | 2     | 0      | 0            | 0            | 3             | 0             | 0     | 0      | 5     | 0      |
| FC Barcelona       | Ogólnie            | 26    | 2      | 11           | 1            | 7             | 0             | 0     | 0      | 44    | 3      |
| Real Betis (wyp.)  | 2019/20            | 17    | 1      | 2            | 0            | –             | –             | –     | –      | 19    | 1      |
| Getafe CF (wyp.)   | 2020/21            | 22    | 2      | 0            | 0            | –             | –             | –     | –      | 22    | 2      |
| Ogólnie w karierze | Ogólnie w karierze | 148   | 23     | 13           | 1            | 7             | 0             | 6     | 0      | 174   | 24     |

## Życie prywatne
Ojciec Carlesa – Francesc, również był piłkarzem. Jako napastnik grał w kilku klubach w latach 80. i 90. XX wieku.

## Sukcesy

### Barcelona
- Mistrzostwo Hiszpanii: 2018/2019
- Superpuchar Hiszpanii: 2016
- Puchar Króla (2x): 2016/2017, 2017/2018